# Alfred James Jolson

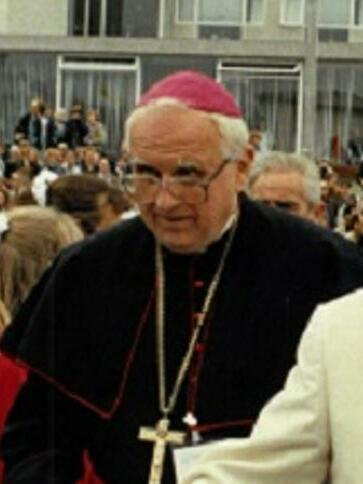
Alfred James Jolson

Alfred James Jolson (Bridgeport (Connecticut), 18 juni 1928 - Pittsburgh, 21 maart 1994) was een Amerikaans geestelijke en bisschop van de Rooms-Katholieke Kerk.
Jolson trad toe tot de orde der Jezuïeten en studeerde aan het Boston College en in Engeland aan het Weston College. Hij behaalde een MBA aan de Harvard-universiteit en promoveerde vervolgens in de economie aan de Pauselijke Gregoriaanse Universiteit in Rome. Hij werd op 14 juni 1958 priester gewijd. Hij werkte vervolgens als hoogleraar aan verschillende universiteiten in Europa en de Verenigde Staten. 
Paus Johannes Paulus II benoemde Jolson in 1987 tot bisschop van Reykjavik. Hij bleef zeven jaar bisschop op IJsland en stierf nadat hij een bypassoperatie had ondergaan in een ziekenhuis in Pittsburgh. Hij werd in Reykjavik opgevolgd door de Nederlander Joannes Gijsen.